# NGC 6481
NGC 6481 est une chaîne de cinq étoiles située dans la constellation d'Ophiuchus. L'astronome américain Christian Peters a enregistré la position de ce groupe le 21 aout 1859 
Quelques informations au sujet de l'étoile au centre de la chaîne se trouvent sur la base de données Simbad. La désignation de cette étoile est 2MASS J17524838+0410030. Selon les mesures les plus récentes, sa distance est de 1 703 ± 43 pc (∼5 550 al),.